# إرفين تهيجس
إرفين تهيجس هو دراج بلجيكي، ولد في 6 أغسطس 1970 في تونغرين في بلجيكا.

## وصلات خارجية
- إرفين تهيجس على موقع الاتحاد الدولي للدراجات (الإنجليزية)
- إرفين تهيجس على موقع أرشيف الدراجات (الإنجليزية)
- إرفين تهيجس على موقع إحصائيات الدراجات الإحترافية (الإنجليزية)
- إرفين تهيجس على موقع نسبة الدراجات (الإنجليزية)
- إرفين تهيجس على موقع أوليمبيديا (الإنجليزية)